# Pânico na TV
Pânico na TV foi um programa de televisão humorístico brasileiro produzido e exibido pela RedeTV! entre 28 de setembro de 2003 e 4 de março de 2012 (Programa inédito até 25 de dezembro de 2011, a partir de 2012 somente reprises). Foi a primeira versão televisiva do programa radiofônico Pânico. Após ser lançado, o programa contou com o reflexo do sucesso da versão veiculada pela rádio Jovem Pan, atingindo em pouco tempo uma grande popularidade. Suas últimas edições inéditas foram exibidas em dezembro de 2011 e as últimas apresentações de melhores momentos entre janeiro e março de 2012. O fim do programa aconteceu devido à contratação de toda a equipe do humorístico pela Rede Bandeirantes, que passou a integrar o Pânico na Band, entre 2012 e 2017.

## Formato
O Pânico na TV foi criado após membros do programa de rádio nacional homônimo almejarem uma maior divulgação da atração. Oficialmente, foi idealizado por Tutinha, presidente da rádio Jovem Pan, e ancorado por Emílio Surita, apresentador do programa, e contou com a ajuda de diversos ex-membros, como Wellington Muniz, Rodrigo Scarpa, Márvio Lúcio e Marcos Chiesa.

## História

### 2003-2006: o começo

Logotipo do programa de 2003 a 2005

Seu primeiro quadro foi A Hora da Morte, em que uma pessoa se fantasiava de "Morte" com roupas pretas e uma máscara, e realizava brincadeiras com integrantes do programa ou pessoas que caminhavam pela rua. No entanto, o quadro foi extinto em 2005, quando o ator Diogo Lucas caminhava nu por uma rua e foi atropelado por uma motocicleta e encaminhado ao hospital, sem lesões graves. Em 2003, pouco tempo depois de sair da terceira edição do reality show Big Brother Brasil, Sabrina Sato ingressou no programa logo na estreia e realizava o quadro Lingeries em Perigo, junto com outras panicats. No entanto, ele foi extinto em 2006, pois o Ministério Público classificou o programa impróprio para 12 anos, tendo que mudá-lo de horário. O programa aceitou, mas mesmo assim encerrou o quadro. Sabrina Sato ficou internada por três meses após cair de costas no chão, gravando para este quadro, voltando apenas em agosto de 2007.
Em 2003, teve início outro quadro de grande audiência: Sandálias da Humildade. Consistia numa espécie de "prêmio" às celebridades consideradas arrogantes ou que, por algumas vezes, ignoravam a equipe do programa, principalmente a dupla formada por Rodrigo Scarpa (Repórter Vesgo) e Wellington Muniz (Silvio Santos). Artistas como Luana Piovani, Clodovil Hernandes (não calçou), Daniela Cicarelli, Luiza Tomé, Jô Soares e Carolina Dieckmann participaram do quadro. Esta última não calçou as sandálias, além de acusar Vesgo e Sílvio de injuriarem seu nome. A partir daí, o programa foi proibido de mencionar a sua pessoa ou teria de pagar uma multa de R$ 1.000. As Sandálias da Humildade teriam sido perdidas por Ceará em meio a uma festa e um dos ouvintes as teria achado e pedido resgate.
Outro quadro era o Vesgo e Sílvio. A mesma dupla de repórteres entrava em festas de celebridades para realizar a elas perguntas geralmente indecorosas. Era o mais antigo de todos os quadros e permaneceu em atividade até o fim do programa.[carece de fontes?] Neste quadro, os repórteres foram a Los Angeles para que Silvio Santos permitisse Ceará a continuar usando seu nome no programa, com sucesso. A dupla tentou convencer Silvio a participar da "dança do siri", também com sucesso. Silvio Santos autorizou "Ceará" a continuar por mais dois anos a imitá-lo, tendo inclusive assinado um termo de autorização por escrito. O prazo de validade expirou no dia 10 de maio de 2007 e foi renovado no dia 22 de maio de 2007 no estacionamento do SBT após a gravação do programa Qual É a Música?, que contou naquele dia com a participação de alguns dos integrantes do programa (Ceará, Vesgo, Emílio, Sabrina, Carioca e Mulher Samambaia).
Neste quadro, um jogador varzeano da Argentina cometeu falta intencional e violenta sobre Ceará durante uma gravação. O argentino deu um carrinho em Ceará, que caiu no chão e, ao tentar amparar a queda, apoiou o peso do corpo no pulso esquerdo, quebrando-o. A cancela da portaria da Rede Globo atingiu a cabeça do Repórter Vesgo cortando profundamente a pele de sua orelha, que teve que ser costurada. O Repórter Vesgo (Rodrigo Scarpa) chegou a invadir os bastidores da sexta temporada do Big Brother Brasil e quase entrou na casa antes de ser surpreendido e expulsos pelos seguranças da emissora. Quando o corredor sete vezes campeão da Fórmula 1, Michael Schumacher, esteve no Brasil para o GP da temporada de 2006, "Silvio Santos" e o Repórter Vesgo entregaram a ele uma tartaruga de plástico (comprada por R$11,20), nomeando-a "a tartaruga Rubens". A cena despertou risadas de Schumacher e a fúria de Rubens Barrichello. O episódio circulou em países como Índia, China, Bahrein, Austrália, Alemanha, Inglaterra, França, Canadá e Argentina e trouxe certa fama para o programa, pelo menos dentro do Brasil, e o jornal inglês The Daily Telegraph fez um pequeno perfil do Repórter Vesgo. O fabricante das tartaruguinhas alegou que, após a aparição de um dos exemplares de seu brinquedo no Pânico na TV, as vendas das tartarugas aumentaram consideravelmente.
Em um dos episódios exibido em 19 de junho de 2005, o Repórter Vesgo mostrou os bastidores do camarim da também apresentadora da RedeTV! Luciana Gimenez. Quando a porta do camarim do programa foi aberta, o sinal da transmissão da emissora foi cortado. Houve rumores de que houve boicote da própria emissora, porém o então diretor do programa Ricardo de Barros comunicou que se tratou apenas de um problema técnico. Por causa do imbróglio em relação ao sinal, algumas matérias que seriam exibidas na atração não conseguiram ir ao ar.
Em 2 de abril de 2006, após uma determinação do Ministério da Justiça, o programa deixou de ser exibido em seu horário habitual (às 18 horas) e passou a entrar no ar às 20 horas. A justificativa da mudança foi a reclassificação da atração como imprópria para menores de 12 anos e devido a isso esta só deveria ser exibida após as oito da noite; se a Rede TV! não aceitasse a mudança, poderia sofrer uma ação do Ministério Público e o programa poderia até mesmo ser retirado do ar. Também nesse mesmo dia, Sabrina Sato saiu chorando do palco do programa, depois de ser afastada temporariamente da atração devido a que seu quadro que era exibido no programa foi um dos fundamentos para a mudança de horário do Pânico na TV, já que cenas daquele quadro não deveriam ser exibidas naquele horário. A assessoria de Sabrina Sato não sabia do afastamento da apresentadora, já que o contrato dela só venceria em dezembro de 2007, só que 2 meses depois, no dia 11 de junho de 2006, Sabrina voltou ao programa com uma matéria gravada na Alemanha sobre a Copa do Mundo de 2006.
Até 2006, novos quadros foram colocados ao ar e aumentaram consideravelmente a audiência da emissora, a RedeTV!.[carece de fontes?] Alguns deles são: o Homem-Berinjela, personagem que se caracterizava por andar falando ao celular, de chinelos, com uma berinjela dentro da sunga, que estreou ao final do ano de 2005 com a função de preencher espaços ociosos no programa. A música tema do quadro chamava-se "Because I Got High" (Afroman), cuja letra fala de um sujeito que ficou "doidão" (high); Salci Fufu, onde Carlos Alberto da Silva e as panicats Tânia Oliveira e Dani Bolina faziam sátira às pegadinhas do Mallandro.

#### Dança do Siri
O quadro foi a atração principal do programa até janeiro de 2009. Os repórteres Rodrigo Scarpa e Wellington Muniz fizeram com que celebridades conhecidas das emissoras de televisão brasileiras dançassem a popular dancinha (que consistia em arquear os braços e as pernas, imitando o crustáceo, e dando passos para a esquerda e a direita), entre elas, Silvio Santos (em 20 de maio de 2007), em Los Angeles, nos Estados Unidos e em 22 de maio de 2007, na gravação do programa Qual É a Música?, quando os integrantes do Pânico na TV foram convidados a participar do programa; Gugu Liberato (em 10 de junho de 2007), na porta do SBT, onde os repórteres ficaram de plantão a esperar pelo apresentador; Galvão Bueno (em 8 de setembro de 2007), após os treinos classificatórios do Grande Prêmio da Itália de Fórmula 1 (depois de várias semanas de perseguição, o narrador cedeu ao pedido dos repórteres) e Carlos Villagrán (em 28 de setembro de 2008).
Além destes, também fizeram a dancinha os cantores Marcelo D2 e Chorão, do Charlie Brown Jr., as atrizes Fernanda Lima, Alinne Moraes e Deborah Secco, além das seleções masculinas de basquete e handebol após as conquistas nos Jogos Pan-Americanos de 2007, sendo inclusive veiculados pela Rede Globo dentro da transmissão dos Jogos e do bronze da seleção de nado sincronizado. O grupo mexicano RBD também realizou a dança depois da entrevista coletiva da turnê no Brasil.
Após participar da dança do siri, o jornalista esportivo Galvão Bueno recebeu críticas da Rede Globo, por ter pronunciado o nome do quadro nos Jogos Pan-Americanos de 2007, depois que os jogadores da Seleção Brasileira de Basquete interpretaram a dança para comemorar a vitória.

### 2007: 200 edições
Em maio de 2007, estreou o quadro Bola Visita, onde Marcos Chiesa fazia uma sátira ao Gordo Visita, da MTV Brasil, e tentava entrar na casa de famosos sem avisar, fato que nunca conseguiu realizar. Ainda em 2007, surgiu Vô Num Vô, onde Carlos Alberto da Silva (Mendigo) e Vinícius Vieira (Mano Quietinho, sátira de Netinho de Paula) percorriam as praias brasileiras e classificavam as pessoas que lá estavam com Vô (se era bonita), Não Vô (o contrário) ou Camarão (rosto feio e corpo bonito). Foi encerrado no fim deste ano com a transferência dos humoristas por parte da Rede Record. O quadro Meda surgiu quando Christian Pior (sátira a Christian Dior, interpretado por Evandro Santo) entrou para o quadro da emissora. Inicialmente ele fez a dupla de repórteres com Sabrina Sato, mas após um escândalo envolvendo Ronaldo Ésper, Márvio Lúcio substituiu-a e criou o personagem Robaldo Esperman. O quadro é similar as entrevistas de Vesgo e Sílvio, mas invés de criticar, Christian elogiava frequentemente a roupa de pessoas elegantes e criticava os pobres. Depois, fez o quadro sozinho.
Surgiu também o Baixas Horas, sátira clara a Altas Horas, de Serginho Groisman, onde Márvio Lúcio (Serginho Gosma) e Daniel Zukerman (Xupla) entravam em boates de São Paulo e tentavam conquistar o coração das pessoas que lá estavam; entrou para o ar também o Çoletrãno, uma paródia com erros ortográficos ao Soletrando, do programa Caldeirão do Huck, onde os participantes eram componentes em sua maioria do programa e erravam de propósito. Saiu do ar dois meses depois da criação após o programa original também encerrar suas atividades. No dia 27 de julho de 2007, o programa completou 200 edições. Para comemorar, foi feito um programa especial, chamado de Bizarro 200, mostrando todos os 200 momentos "bizarros".

### 2008: quadros marcantes
No ano de 2008, foram criados mais quadros novos. Em Sili News, a repórter Tânia Oliveira deixava propositalmente aparecer seus seios durante uma entrevista com uma pessoa qualquer que aparecia na rua. Em Na Madruga, dois modestos apresentadores do campo apresentavam um programa na inexistente TV Comunidade, e devido às suas baixas capacidades, cometiam inúmeros erros. Não alcançou a popularidade que era proposto para ser, sendo que Fábio Rabin foi para a MTV e Daniel Zukerman tornou-se "O Impostor". No quadro O Repórter Chorão, Paulinho Serra começava a chorar em uma entrevista com qualquer pessoa que passava na rua, sem deixar ela terminar a mesma. Saiu do ar no mesmo ano. Cinco maneiras de... era protagonizado por Marcos Chiesa, onde o diretor Bolinha propunha a ele realizar métodos indevidos para determinado assunto. Foi substituído por Dicas com Marcos Chiesa, onde não foi quase nada alterado. Durante todo o ano de 2008, foram exibidas as Provas das Panicats, em que Bola capitaneava Sabrina Sato, Mulher Samambaia e as panicats Tânia Oliveira, Gabriela Monteiro, Dani Bolina e Lizi Benites (Piu Piu) em gincanas diversas, onde elas se dividiam em times para participar de desafios diversos. Ao fim de cada prova, o time perdedor passava por um "castigo", que geralmente consistia na ingestão de coisas exóticas.

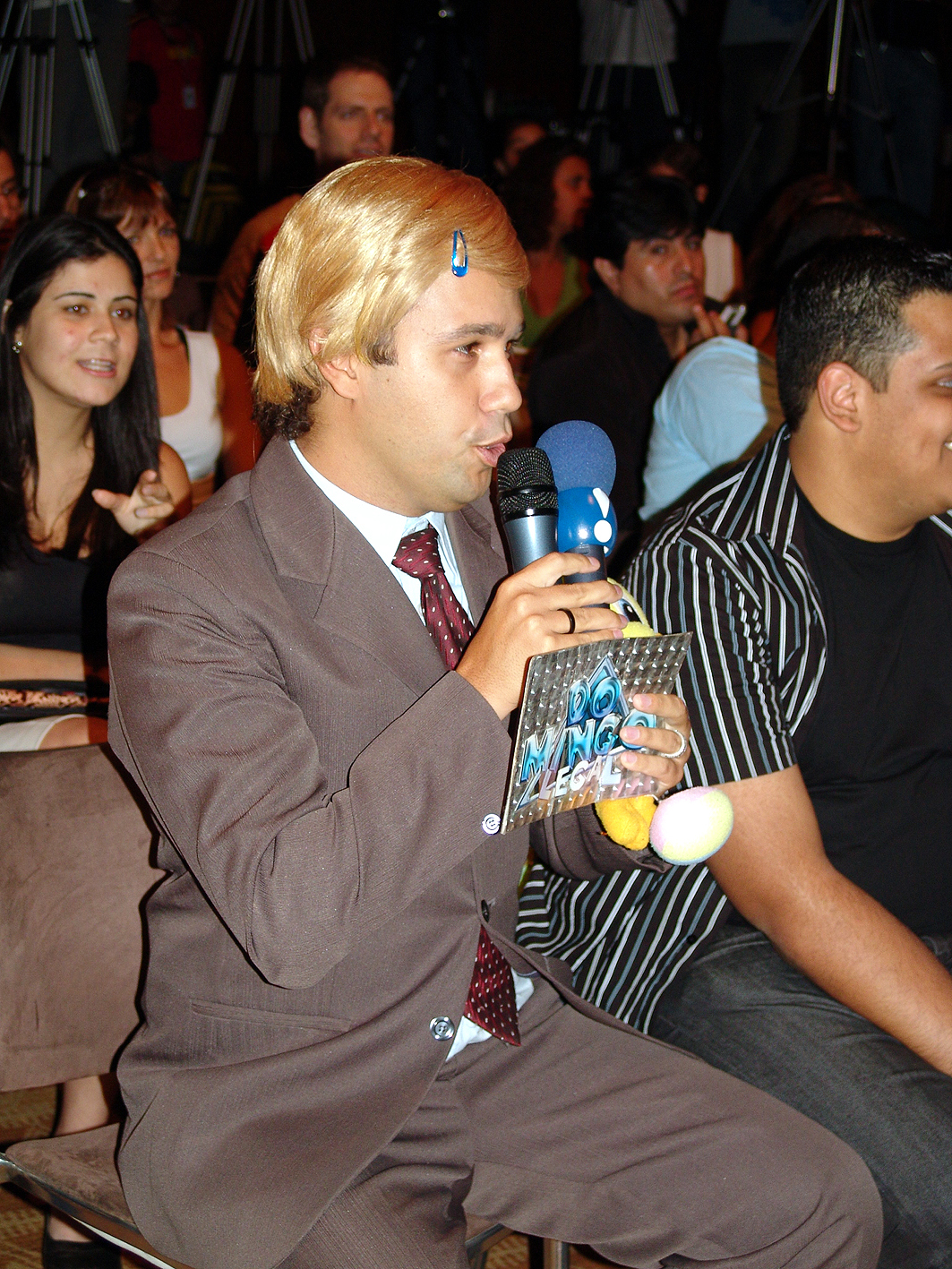
Vinicius Vieira e seu personagem Gluglu na época do Pânico na TV.

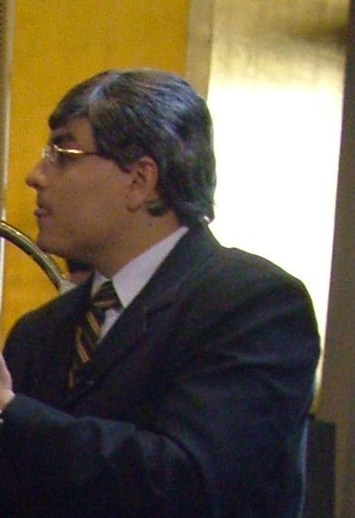
Carlos Alberto da Silva e seu personagem "Merchan Neves" na época do Pânico na TV.

Em Momento Amy Winehouse, um jovem satirizava a situação de Amy Winehouse e começava a espancar um outro, às vezes na rua. Além disso, a Amy do programa aparecia na rua gritando, invadindo e destruindo objetos em lojas e assustando e simulando brigas. Em alguns momentos, era realizado o Mini-Momento (com uma anã) e o Big Momento (com uma obesa). Saiu do ar em junho de 2009 após Rodrigo, que interpretava Amy, rescindir seu contrato. Em Malisa, a Menina Monstro, Eduardo Sterblitch satirizava a apresentadora Maisa Silva e imitava-a com inúmeras diferenças, onde no programa ela utilizava bebida alcoólica, drogas e seria uma mutante, estendendo-se até 2009. No quadro César Polvilho: O Repórter Ação, César Polvilho (sátira a César Filho) entrava em qualquer lugar e fazia coisas inusitadas, para imitar um repórter inexperiente. Criou o famoso bordão "Escuta vagabundo!", que foi utilizado pela emissora até 2009. O quadro continuou esporadicamente no ar, já que o repórter começou a fazer parte de Amaury Dumbo.
No programa de 21 de setembro de 2008, Silvio e Vesgo foram ao México e visitaram o Circo de Quico, pertencente ao ator Carlos Villagrán, intérprete de Quico no seriado Chaves. Na semana seguinte, foi feita uma entrevista com Villagrán, que ganhou de presente uma bola quadrada (sempre mencionada pelo personagem no seriado).

### 2009: 300 edições
Em 2009, como todos os três anos anteriores, novos quadros começaram a ser exibidos após a reprise dos melhores momentos da temporada que passou. Em Marília Gabiherpes, Wellington Muniz fazia uma sátira à apresentadora Marília Gabriela e possuía uma enorme herpes na boca. No quadro, fazia entrevistas a membros do elenco do Pânico na TV, geralmente satirizando outros famosos. Musa da Beleza Interior foi um quadro onde Vesgo e Sílvio percorriam as praias do Brasil em busca das mulheres mais feias, que eles diziam ter uma beleza interior. Foram destacadas duas pessoas e no fim era escolhida a musa da semana. Em Amaury Dumbo, Carioca satirizava Amaury Jr. e consequente o programa Amaury Jr. Show. Este quadro continha características diferenciais, como "Restaurantes Dumbo", onde Amaury, Makelelê e Freddie Mercury Prateado provavam iguarias resultantes de misturas de ingredientes que não combinavam; Amaury oferecia sempre no fim do quadro uma "Ypiroca" (sátira à marca Ypióca) aos famosos. Por fim, alguns entrevistados recebiam presentes absurdos do elenco do quadro.
Em Sabrina no Senado, Sabrina Sato era repórter e entrevistava políticos do Senado sobre qualquer assunto, geralmente criticando seus inimigos. Em Charles Henriquepédia, Charles Henrique ia às festas de famosos e fazia uma reportagem expondo todos os seus conhecimentos sobre diversos atores e telenovelas, o que lhe rendeu o apelido de "Charles Henriquepédia". Outros dois quadros que surgiram em 2009 e fizeram um grande sucesso foram O Impostor e Sabrina, Alfinete e Zina.
Em 23 de junho de 2009, o Pânico renovou seu contrato por mais três anos com a Rede TV!, com vencimento somente em junho de 2012.
Como feito anteriormente no Pânico 200, em 26 de julho de 2009 foi feito o programa Pânico 300, para comemorar as 300 edições do programa.[carece de fontes?] Apesar do nome, a contagem estava errada (a edição do dia 26 de julho de 2009 completou 305 programas, e não 300, como mostrava a sua vinheta de abertura). Já no dia 29 de março de 2009, os integrantes do Pânico apresentaram o programa à luz de lanternas, pois no dia anterior aconteceu o evento Hora do Planeta, como forma de protesto. No episódio do dia da prevenção de acidentes no trabalho, todo o elenco do programa aparentou estar com machucados e remendos: Emílio apareceu com um olho roxo e o outro com um curativo, Bola estava com a cabeça engessada, Samambaia estava com um dos braços quebrado e engessado e Tânia Oliveira estava em uma cadeira de rodas.[carece de fontes?]Este episódio ocorreu no dia 27 de julho de 2008.

#### O Impostor
Inspirado em Rémi Gaillard, que fazia um quadro similar na França, Daniel Zukerman invadia festas muito importantes sem convite e passava a mostrar como tudo foi feito para entrar no local. Foi um quadro de polêmicas, sendo que ele já:
- Invadiu o São Paulo Fashion Week e conseguiu desfilar no palco;[51]
- Invadiu o Sambódromo da Marquês de Sapucaí, sendo filmado pelas câmeras da Rede Globo e entrevistado pela Rede Bandeirantes;
- Fez "peitinho" em Roberto Carlos;[52]
- Se disfarçou para invadir o hotel onde estava hospedado o ator Sylvester Stallone e tirar fotos com ele;[53]
- Conseguiu comparecer ao Congresso Nacional dizendo que era filho de um deputado;
- Compareceu no funeral do astro Michael Jackson no Staples Center sem convite;[54]
- Conseguiu entrar e pegar o Óscar e ainda extraiu um fio de cabelo da modelo Gisele Bündchen durante um evento em São Paulo;[55]
- Sobrevoou a fazenda que sediava o reality show A Fazenda e tentou levar notícias do mundo para os confinados, mas no mesmo dia, a Rede Record entrou na Justiça proibindo a exibição das imagens, e no lugar, foram exibidas imagens do rancho Neverland.[56]

Pela maioria dos seguranças desconfiarem de Daniel, novos ajudantes apareceram em algumas matérias, como Chacal, Agente DeLari e Mata Hari.
- Agente DeLari e Mata Hari tentaram entrevistar Madonna, mas foram contidos pelos seguranças; no entanto, O Impostor conseguiu jogar uma camiseta autografada para a cantora e foi agredido;[57]
- O Agente DeLari invadiu o Big Brother Brasil 10 e compareceu na torcida de Tessália, tendo aparecido diversas vezes ao vivo na Rede Globo;[58][59] a Globo quis processar a RedeTV!.[60]
- Entregar um óculos 3D para Adriano e uma peruca para Dicesar;[61]
- Entregar uma carta para Dunga com a assinatura de Pelé, sendo que o mesmo pensava que era um autógrafo;[62]
- Entrou no set de gravações do filme Amanhecer, da série Crepúsculo, filmou Kristen Stewart de calcinha e Robert Pattinson gravando as cenas;
- Enviou seus agentes até a Argentina, fazendo com que eles ficassem nos bastidores do show de Paul McCartney;
- Colocou uma camiseta do Brasil na final da Copa do Mundo 2010 entre Holanda e Espanha;
- Invadiu o camarim da cantora Anahí para entregar uma picanha na turnê Mi Delirio World Tour em 2009.
- Invadiu o Convention Center no lançamento do novo logotipo do Brasil para a Copa do Mundo de 2014 para encontrar Joseph Blatter (então presidente da FIFA) e o então presidente Luiz Inácio Lula da Silva. A missão era entregar uma lâmina de barbear para o presidente em 2010;
- Invadiu a sede do Google e do Facebook, e conversou com um do seus criadores e atual presidente, Mark Zuckerberg;
- Viajou até a Inglaterra para ver o casamento do Príncipe William e da plebeia Kate Middleton. Quase entrou na Abadia de Westminster, mas foi barrado por não estar autorizado a entrar;[carece de fontes?]
- Conseguiu entrar no Grammy Awards 2011 e ainda ficar perto do cantor Stevie Wonder;
- O mais recente e mais falado mundialmente foi sua invasão ao funeral da cantora britânica Amy Winehouse, no qual O Impostor acabou saindo em revistas, sites e jornais de todo o mundo. Ele apareceu chorando e alguns repórteres o colocaram como empresário de Amy. Ele acabou dando uma entrevista a uns dos repórteres que estavam de plantão na porta do cemitério e saiu em notícias de toda a Europa.

#### Zina
Marcos da Silva Heredia, mais conhecido pelo apelido Zina, era um guardador de carros, nascido no Jardim Pan-Americano, em São Paulo, que acabou contratado pela equipe do Pânico por conta do seu jeito peculiar.
Sua primeira aparição no programa foi quando o repórter Alfinete entrevistava pessoas na Praça Charles Miller sobre a contratação do futebolista Ronaldo Luís Nazário de Lima por parte do Sport Club Corinthians Paulista. E um destes entrevistados foi Marcos, que respondeu à câmera somente as palavras "Ronaldo. Ronaldo, e brilha muito no Corinthians".
Isto aconteceu em janeiro de 2009. Mas algumas semanas depois, o Pânico na TV começou a exibir Marcos falando somente Ronaldo, o que foi interpretado pelo entrevistado como uma forma de deboche de sua pessoa. Ele solicitou a indenização de R$ 232,5 mil no dia 22 de maio.

"Após a gravação da entrevista considerada engraçada pelos apresentadores do programa, sem qualquer autorização ou mesmo conhecimento do requerente, a mesma foi veiculada nos programas seguintes e, devido ao seu 'sucesso', a imagem e fala do requerente passaram a ser constantemente veiculadas em forma de vinheta nos quadros do programa para reforçar o humor do quadro."

Processo recorrido por Zina.
O processo continuou aberto até o dia 28 de junho, quando foi cancelado, após Zina aparecer pela primeira vez no palco do programa e assinar um contrato. Desde esta data, começou a fazer matérias com Alfinete e Sabrina Sato, geralmente em matérias relacionadas ao seu time, o Corinthians, e a seu bairro, o Jardim Pan-Americano, bem como o time de várzea de lá, a Xurupita. Por ser um morador de origem humilde, recebeu uma casa de presente da produção; na verdade, fazia parte do acordo judicial para extinção do processo. Além disso, conheceu Ronaldo, o Pacaembu e o Maracanã.
Porém, quatro meses depois, Zina foi detido por posse de cocaína. Foi liberado após pagar fiança e voltou à equipe do programa, mas no dia 16 de janeiro de 2010, foi preso novamente, desta vez por porte ilegal de arma. Ele foi solto no dia 5 de fevereiro de 2010 e não regressou mais ao programa.

### 2010: novo tempo
Em 2010, surgiram novos quadros, como Big Biba Brasil, uma paródia da décima temporada do Big Brother Brasil; O Famosão, onde uma pessoa era abordada por fãs no meio da rua como se fosse famosa e Sentindo no Couro, semelhante a Dicas com Marcos Chiesa. Outra atração do Pânico na TV foi a de deixar O Impostor e Juju Salimeni no Chile somente com a roupa do corpo, e os dois deveriam voltar para o Brasil da forma que conseguissem por diferentes caminhos. Juju venceu. Aconteceu no dia 18 de abril a primeira contratação por parte do programa: Bárbara Rossi, mais conhecida por Babi, tornou-se a nova panicat.
No quadro Gorete Quer Ser Gisele, Gorete - que atuava no programa com aparições ocasionais como Paula Veludo, sendo característica sua a falta de dentes - foi amparada por Sabrina Sato para melhorar sua estética, e como proposto pelo quadro, tornar-se semelhante à modelo Gisele Bündchen. Em maio, a panicat Nicole Bahls acabou sendo afastada por tempo indeterminado do elenco do programa. Algumas fontes declaravam que ela havia discutido seriamente com Alfinete e Sabrina, mas a ex-panicat afirmou que não foi suspensa e sim se afastou pela morte de sua avó.
No dia 9 de maio de 2010, logo após a matéria do jogo de futebol entre Flamengo e Corinthians que resultou na desclassificação da equipe paulista da Taça Libertadores da América, feita pelos repórteres Charles Henrique e Daniel Peixoto, o repórter Daniel Peixoto foi convidado a entrar no estúdio do programa ao vivo; para que o apresentador da atração, Emílio Surita, entregasse-lhe seu suposto contrato rescindido, devido ao fato de o Corinthians ter sido eliminado da Libertadores. A reação de Daniel foi arremessar o seu contrato com toda a força no chão, e sair do estúdio furioso, sendo que tudo não se passava de uma brincadeira da produção.[carece de fontes?]
Em 2010, criou-se o quadro Twitter da Vovó, em que a avó do humorista Alfinete respondia a perguntas no Twitter. Ela usava respostas absurdas e cheias de palavrões. Um quadro que retornou ao programa foi a Xurupita's Farm, uma paródia do programa A Fazenda, da Rede Record.

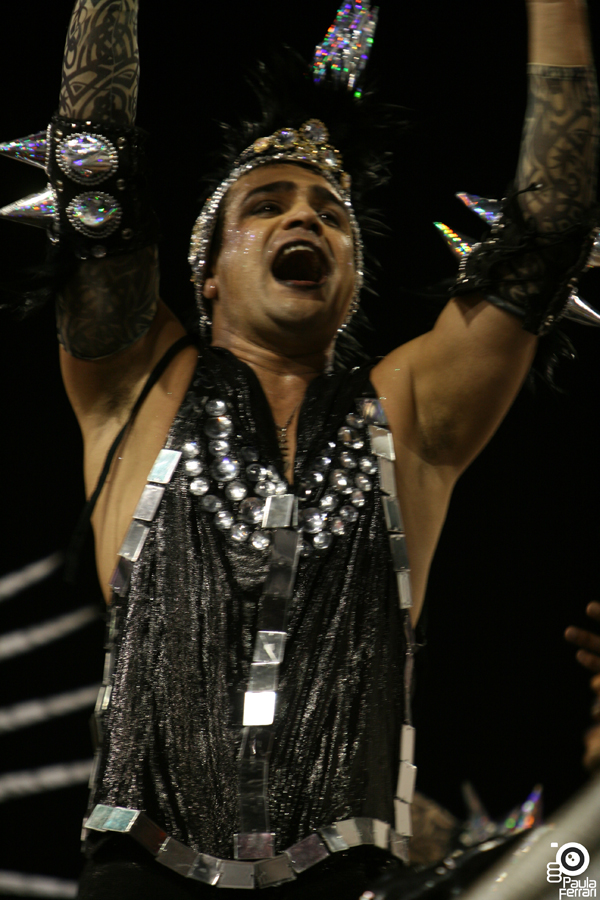
Evandro Santo, que interpreta Christian Pior, participou da busca do nome do seu pai em 2010.

No dia 23 de maio de 2010, o programa atingiu sua melhor performance no índice Ibope de todas as edições, batendo recorde histórico. Atingiu 13 pontos de média e 18 pontos de pico, sendo que ficou durante 35 minutos na liderança. Este fato principalmente ocorreu devido ao fim do quadro Gorete Quer Ser Gisele. No mesmo dia, o Pânico na TV tornou-se o primeiro programa do mundo a fazer uma transmissão em 3D, mesmo que os aparelhos deste tipo ainda não tivessem sido lançados no mercado. Em uma gravação, Eduardo Sterblitch (César Polvilho) foi atingido por resíduos de dentro um extintor por Daniel Zukerman e acabou parando no hospital.
Em junho do mesmo ano, os repórteres Vesgo e Alfinete foram para a África do Sul para cobrir a Copa do Mundo FIFA de 2010. Por lá, Vesgo e O Impostor invadiram links da Rede Globo e colocaram uma faixa com o protesto "Cala a Boca Galvão"!, que apareceu na transmissão das imagens para todo o mundo, fato que também foi noticiado por jornais como El País e The New York Times. O Impostor realizou diversas missões por lá, entre elas conversar com a cantora Shakira e entrar no palco na cerimônia de abertura (esta mal-sucedida) e entrar sem credencial no jogo de abertura entre África do Sul e México.[carece de fontes?] Em um acordo com a equipe do Pânico, foi decidido que caso a Seleção Brasileira de Futebol vencesse o evento, Sabrina Sato ficaria nua na rua, fato que não ocorreu.
No segundo semestre, houve a criação de novos quadros: Procurando Antônio Nunes, homem que foi encontrado em uma gravação na praia e conhecido pelo bordão "Antônio Nunes" seguido de um tapa na coxa; Sabatina Sato, onde a repórter Sabrina Sato fazia perguntas sobre conhecimentos gerais a Dilma Rousseff e José Serra, então candidatos à Presidência da República; Xurupita's Farm II, paródia de A Fazenda 3; A Biba e a Boa, cobertura de matérias e festas em geral com Evandro Santo acompanhado de qualquer panicat; O Nome do Pai, onde Evandro procurou saber o nome do seu pai - a primeira opção, Jacyr, deu negativa. Uma entrevista que o cantor pop Justin Bieber deu para Sabrina Sato repercutiu no Twitter devido a falta de educação de Justin. Houve também um desentendimento entre os integrantes Vesgo e Sílvio, que fizeram matérias juntos por 7 anos e passaram a fazer com outros membros do programa, porém no dia 31 de outubro de 2010 eles voltaram a trabalhar juntos. Em contrapartida, Vesgo fez as pazes com Netinho de Paula, que havia lhe desferido um soco cinco anos antes. O humorista Zina, que havia sido preso em janeiro de 2010, estava fora do programa por tempo indeterminado e negociava o seu retorno, mas nada do acordo foi feito.

### 2011: última temporada
O humorístico havia sido exibido inédito pela RedeTV! até o final de 2011, quando o programa saiu de férias e se iniciaram as reprises de verão. No lugar entrou a sessão de filmes Cine Total. A RedeTV!, no momento, passava por uma crise financeira, na qual demonstrava dificuldade de saldar as suas dívidas trabalhistas. Essa crise causou uma insatisfação por parte da equipe do Pânico com a RedeTV!, forçando a rescisão unilateral do contrato com a emissora e assim se transferindo para a Rede Bandeirantes em 16 de fevereiro de 2012. Alguns integrantes do elenco, como Sabrina Sato, Eduardo Sterblitch e Wellington Muniz, tiveram seus contratos rescindidos bilateralmente e foram liberados para se transferir para outra emissora.
O Pânico na Band estreou em 1 de abril de 2012, sendo o sucessor do Pânico na TV. Com a rescisão contratual, os integrantes do programa foram colocados na "lista negra" da emissora, o que proibia a menção de seus nomes nos programas da emissora. Em 1 de março, a RedeTV! anunciou o fim das exibições dos melhores momentos do programa, pondo fim definitivamente ao Pânico na TV.

## Controvérsia

### Com Convidados e Quadros
Desde o seu início, o programa colecionou polêmicas, ora por piadas consideradas de mau gosto, ora pelo fato de dar ênfase a mulheres seminuas ou em situação de constrangimento. Por esse motivo, o programa sofreu uma ação judicial que o proibiu de retornar ao horário habitual (18 horas, passando a ser exibido às 20 horas). Em outros processos notórios contra o programa, estiveram as atrizes Luana Piovani e Carolina Dieckmann.
Um dos quadros mais polêmicos do programa era o extinto A Hora da Morte. Nele, três homens vestidos como o personagem iam às ruas dar sustos nas pessoas ou até abusar delas, por exemplo: jogando uma pessoa no rio, derrubando uma pessoa da bicicleta, invadindo mercados ou qualquer outro tipo de comércios e quebrando tudo por dentro. O quadro deixou de ser exibido após ocorrer um atropelamento com um dos homens do elenco que caminhava nu pela rua.
Victor Fasano desferiu um tapa no Repórter Vesgo (Rodrigo Scarpa) após este último ter dito "Victor, 'faz anos' que não te vejo", satirizando seu nome
Netinho de Paula deu um soco no Repórter Vesgo quando indagado: "É verdade que você vai abrir seu canal para todo mundo?" – em referência à concessão do canal de TV UHF que Netinho havia recebido. Resposta de Netinho: "Isso aqui é festa de negão, de mano, não é de playboy!".
O Ministério da Justiça reclassificou o Pânico na TV de livre para 12 anos, depois de uma polêmica envolvendo Sabrina Sato, que havia sido expulsa do grupo por conta da reclassificação. O Pânico não podia ser exibido por decreto antes das 20 horas de qualquer dia na televisão. Em 2009, o programa sofreu mais uma reclassificação, sendo reclassificado para maiores de 14 anos.
Em maio de 2008, Wagner Moura publicou uma carta aberta mostrando indignação com o programa.
Em 2009, a Rede Record e o SBT disputavam uma longa batalha pela contratação de artistas. A disputa se iniciou quando a RecordTV começou a negociar a transferência de Gugu Liberato para a emissora. Como represália, Silvio Santos contratou de uma só vez 11 profissionais da emissora da Barra Funda, entre eles o empresário e apresentador Roberto Justus e a apresentadora Eliana. O Pânico, aproveitando a situação, decidiu aplicar trotes em alguns artistas. Os trotes seriam aplicados por Wellington Muniz, que tentaria contratar estes profissionais por telefone. Nesta lista, estavam Theo Becker (ator e ex-participante de A Fazenda), Paulo Henrique Amorim (jornalista e apresentador do Domingo Espetacular, na Record), Ana Maria Braga e Jô Soares (ambos apresentadores do Mais Você e Programa do Jô, respectivamente, da Rede Globo). Ana Maria descobriu a farsa e decidiu impedir judicialmente a exibição do trote do qual foi vítima, com sucesso. A Rede Globo pediu esclarecimentos da apresentadora sobre o trote e, após a proibição, Ana Maria foi satirizada como participante do concurso Musa da Beleza Interior.
No dia 28 de outubro de 2009, o então integrante do programa, Marcos da Silva Heredia (o Zina), foi preso por porte de cocaína. Após algumas horas, Zina foi liberado pela Polícia. Alguns meses mais tarde, em janeiro de 2010, Zina foi preso novamente, desta vez por posse ilegal de arma de fogo, o que no Brasil é crime inafiançável.
Em 2011, o programa apresentou uma nova atração, Tchecas do Brazil, estrelado por duas modelos, Michaela Matejkova (Michaela) e Alicia Seffras (Dominika), mostrando duas tchecas em uma viagem ao país. O quadro foi tirado do ar após a revelação de que as garotas eram modelos contratadas pela cervejaria nordestina CBBP para o lançamento de uma nova marca da empresa.
No dia 16 de fevereiro de 2012, o programa deixou a RedeTV! e foi para a Rede Bandeirantes. O motivo alegado seria o atraso dos salários da equipe do programa. Depois de uma disputa de alguns meses entre o SBT e a Rede Bandeirantes, o grupo assinou com a segunda emissora e em 1º de abril de 2012, estreou o Pânico na Band.

### Com as Panicats
Integrante do programa entre 2007 e 2008, a modelo e ex-panicat Regiane Brunnquell ("Sandy Capetinha") denunciou casos de assédio sexual e prostituição nos bastidores do programa envolvendo as assistentes de palco. Brunnquell disse à Tribuna do Paraná: "[...] A Sandy Capetinha era para ser uma personagem que gravaria externas. Isso acabou não acontecendo e virou uma figura erotizada. Por isso fui confundida com uma panicat e recebi propostas de prostituição. Antigamente eu mantinha a postura de resolver pelos bastidores, mesmo com uma postura adequada à situação. Já, hoje, se tiver que resolver, será por meio de processo. Afinal, assédio sexual é crime."
Dani Bolina corroborou essas afirmações durante entrevista ao programa Hoje em Dia, da RecordTV. Bolina disse que, quando fazia parte do elenco do Pânico, uma de suas colegas pediu demissão após sofrer assédio e que um "chefão" do programa ameaçava cortar dos quadros as panicats que não aceitavam "sair" com ele, além de acusar que algumas das assistentes eram "garotas de programa". Babi Muniz também confirmou que, após ganharem projeção com o programa, algumas panicats recebiam e aceitavam propostas de sexo por dinheiro: "Tem meninas que fazem e outras não."
Carol Dias alegou ter sido humilhada por uma diretora do programa após "ganhar um pouco de peso" em 2016. O impacto do ocorrido foi tão grande que ela desenvolveu uma depressão e passou a se tratar com remédios controlados. "[...] existia uma cobrança para manter-se extremamente magra", disse ela. Dias também processou a Rede Bandeirantes alegando ter sofrido assédio moral e sexual durante sua estadia no programa. A primeira audiência aconteceu em abril de 2019.
Gabi Levinnt, ex-Panicat do Pânico na Band, em entrevista ao jornal O Dia em 2017: “Um dos diretores me chamou para um reservado. Eu juro que achei que ele iria passar alguma coisa, uma dica ou me cobrar algo. Não levei na maldade mesmo, mas aí ele me agarrou e colocou o p** para fora. Praticamente me obrigou a fazer um boq... e disse : 'se você quer aparecer mais, tem que colaborar'. Saí correndo, me mantive quieta o resto do dia e deixei para pensar o que iria fazer no dia seguinte. Decidi ver qual era a situação". De acordo com a modelo, todas as meninas eram assediadas, e as que “topavam” ascendiam na carreira: "Das panicats mais famosas até as que só eram participantes de alguns quadros como eu era, todas eram assediadas sexualmente. Também fui vendo que as meninas que topavam 'colaborar' iam subindo, iam aparecendo mais nos programas, ganhavam destaques".
Carol Narizinho acusou a direção do programa de tê-la humilhado em público: "Toda semana antes de entrar no ar, o diretor ia no camarim, apontava os nossos defeitos na frente uma da outra, dizia quem estava gorda, com celulite... Uma vez, ele me falou, na frente de fãs, que eu estava com celulite e que a minha bunda estava cheia de buraco. Já o vi humilhar meninas por ter estrias ou por estar com o cabelo feio". Segundo Gabi Levinnt: "Nós éramos chamadas de p**** e vagabundas pelos diretores e pelos atores. Diariamente. Os únicos que nos respeitavam eram o Carioca, Ceará e o Emílio. O resto nos xingava direto. Eu não ligava muito para os xingamentos e não me afetavam porque eu sabia que aqueles adjetivos não eram pra mim. O que me deixava irritada e possuída de ódio era ter que sair ou “dar” para alguém para ganhar um destaque no programa. Também não gostava quando passavam a mão na minha bunda. Era direto, eu ficava indignada".
Em 2013, uma cafetina do Paraná divulgou uma lista com nomes de panicats e suposto preço dos programas. Juju Salimeni, de acordo com a cafetina, era a que cobrava o cachê mais alto por programa (R$ 10 mil). A tabela listava também a panicat Carol Dias. Na época, as panicats negaram a informação.
Em 2021, Juju Salimeni afirmou que as panicats ganhavam R$ 200 por gravação.

## Prêmios e indicações

### Prêmio Extra de TV
| Ano  | Prêmio             | Categoria          | Resultado |
| ---- | ------------------ | ------------------ | --------- |
| 2011 | Prêmio Extra de TV | Melhor Humorístico | Indicado  |
| 2011 | Prêmio Extra de TV | Melhor Maquiagem   | Venceu    |

### Troféu Imprensa
| Ano                      | Prêmio          | Categoria                          | Resultado |
| ------------------------ | --------------- | ---------------------------------- | --------- |
| 2005                     | Troféu Imprensa | Melhor Programa de TV              | Venceu    |
| 2005 2007 2008 2010 2012 | Troféu Imprensa | Melhor Humorístico                 | Venceu    |
| 2009 2010                | Troféu Imprensa | Melhor Humorístico                 | Indicado  |
| 2005 2008 2010 2012      | Troféu Imprensa | Troféu Internet Melhor Humorístico | Venceu    |

### Associação Paulista dos Críticos de Arte
| Ano  | Prêmio    | Categoria          | Resultado |
| ---- | --------- | ------------------ | --------- |
| 2003 | APCA 2003 | Melhor Humorístico | Venceu    |

### Meus Prêmios Nick
| Ano  | Prêmio            | Categoria             | Resultado |
| ---- | ----------------- | --------------------- | --------- |
| 2009 | Meus Prêmios Nick | Melhor Programa de TV | Venceu    |